# Ландау ин дер Пфалц
Ландау ин дер Пфалц (њем. Landau in der Pfalz) град је у њемачкој савезној држави Рајна-Палатинат. Посједује регионалну шифру (AGS) 7313000.

## Географски и демографски подаци
Град се налази на надморској висини од 142 метра. Површина општине износи 83,0 km². У самом граду је, према процјени из 2010. године, живјело 43.008 становника. Просјечна густина становништва износи 518 становника/km².

## Међународна сарадња
| Мјесто | Држава    | Врста сарадње | Од    |
| ------ | --------- | ------------- | ----- |
|        | Руанда    | партнерство   | 2004. |
|        | Француска | партнерство   | 1960. |
| Агено  | Француска | партнерство   | 1963. |
| Извор  |           |               |       |